# Кобринское сельское поселение (Кировская область)
Кобринское сельское поселение  — муниципальное образование в составе Нагорского района Кировской области России.
Центр — посёлок Кобра.

## История
Кобринское сельское поселение образовано 1 января 2006 года согласно Закону Кировской области от 07.12.2004 № 284-ЗО.

## Население
| 2010  | 2012  | 2013  | 2014  | 2015  | 2016  | 2017  |
| ----- | ----- | ----- | ----- | ----- | ----- | ----- |
| 1495  | ↘1406 | ↘1342 | ↘1271 | ↘1242 | ↘1208 | ↘1153 |
| 2018  | 2019  | 2020  | 2021  |       |       |       |
| ↘1093 | ↘1025 | ↘954  | ↘743  |       |       |       |

## Состав
В поселение входят 4 населённых пункта (население, 2010):
| - посёлок Кобра — 1006 чел.; - посёлок Красная Речка — 48 чел.; - посёлок Орлецы — 441 чел.; - деревня Щучкино — 0 чел. |